# 上海镇守使
上海镇守使与淞沪护军使是民初上海的以军事为主、兼管民政的地方长官。

## 历史
民国2年（1913年），袁世凯在各省要地设立镇守使，由大总统简任，统率辖区内军队，维持地方治安，兼管本区民政外交。《镇守使署条例》规定镇守使为以军事为主、兼管民政的长官。1913年7月28日郑汝成率陆军第七、第十九旅驻防上海，为第一任上海镇守使。
1913年12月19日，北洋政府公布《护军使暂行条例》，护军使由大总统简任，是以军事为主、兼管民政的机构，其地位在镇守使之上。1915年袁世凯将上海、松江两镇守使改为淞沪护军使，任命原任松江镇守使的陆军第四师师长杨善德为护军使，统率第四、第十师，驻扎在松江、吴淞及上海高昌庙、龙华、闸北等处。
1924年10月13日，卢永祥、何丰林因江浙战争战事失败，通电下野，流亡日本。民国13年（1924年）10月14日，张允明自任淞沪护军使。10月16日孙传芳到上海主持收编卢、何军队；并委苏军师长白宝山为上海防守总司令，办理上海善后及收抚事宜。11月11日孙传芳派宫邦铎到沪，调回白宝山，并率部队驻于闸北。张允明则留驻龙华。上海南北市各有一个握有兵权的官员。民国14年（1925年）1月14日，北京临时执政接受上海各法团建议，明令解决上海争端三项：（1）裁撤淞沪护军使；（2）孙传芳、张允明双方撤兵，上海永远不得驻紮军队；（3）上海兵工厂即日起停止军用工作，招商承领，改组为商业工厂，由陆军部派员会同商会筹备。2月4日，驻龙华淞沪护军使署的孙传芳属第二师撤出，但奉系軍閥、直系軍閥軍隊並未全部撤出上海，上海之後又被直系軍閥軍隊控制。

## 历任观察使、道尹
| 职称               | 姓名   | 籍贯         | 任职时期       |
| ------------------ | ------ | ------------ | -------------- |
| 上海镇守使         | 郑汝成 | 直隶静海县   | 1913年7月28日  |
| 淞沪护军使         | 杨善德 | 安徽省怀宁县 | 1915年11月11日 |
| 淞沪护军使         | 卢永祥 | 山东省济阳县 | 1917年1月1日   |
| 淞沪护军使（代理） | 王宾   |              | 1919年8月      |
| 淞沪护军使         | 何豐林 | 山东平阴     | 1920年7月      |
| 淞沪护军使         | 张允明 | 直隶内丘     | 1924年10月14日 |